# Arild Stubhaug

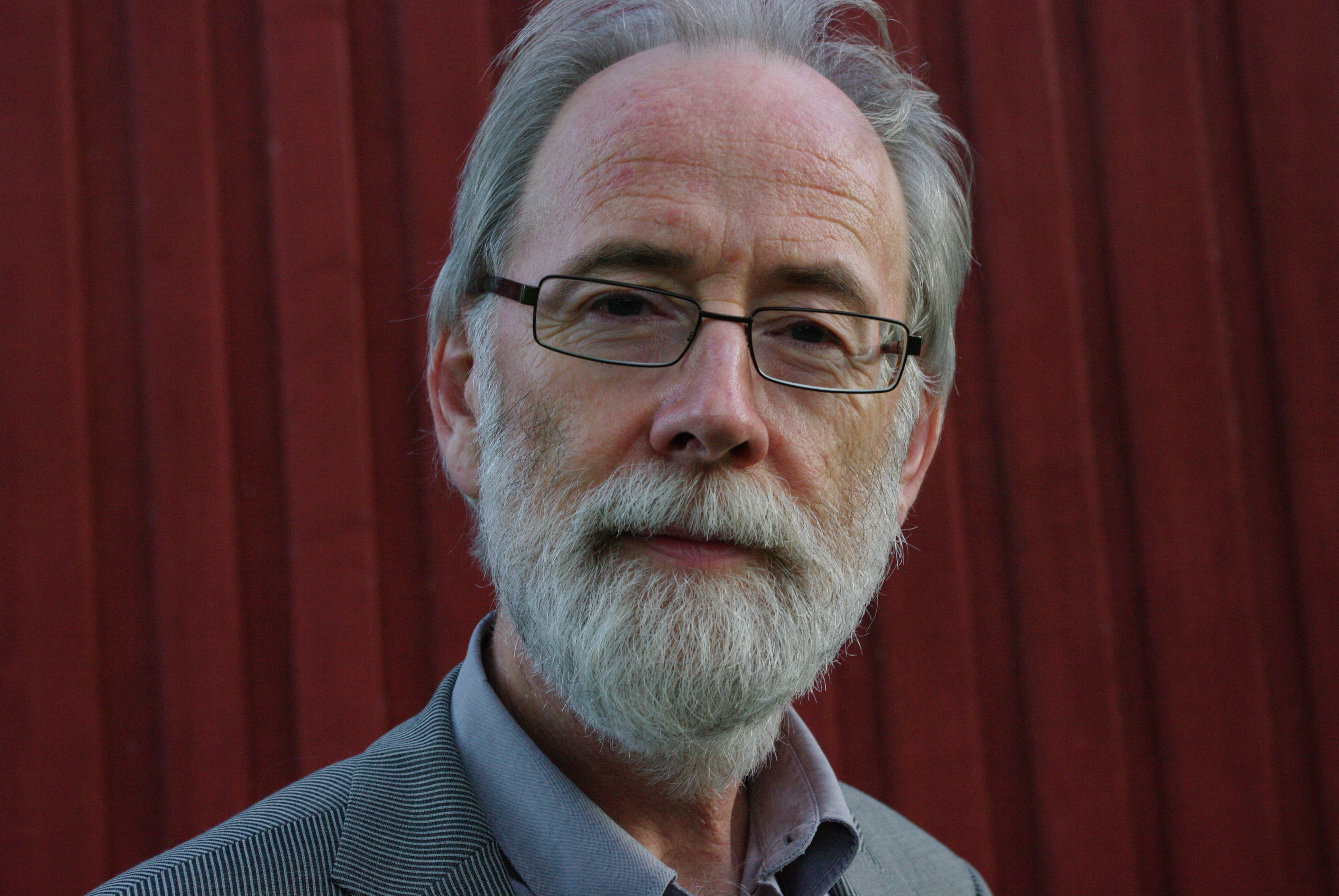
Arild Stubhaug (2009)

Arild Stubhaug (* 25. Mai 1948 in Naustdal im Sunnfjord) ist ein norwegischer Autor und Mathematikhistoriker.
Stubhaug studierte Mathematik, Literaturwissenschaft und Religionsgeschichte an der Universität Bergen (Abschluss Cand.Mag.). Er ist bekannt für Biographien von Niels Henrik Abel (an der er seit 1988 arbeitete), Sophus Lie und Gösta Mittag-Leffler (letzteres geschrieben bei einem Aufenthalt am Mittag-Leffler-Institut). 2004 erschien seine Biographie des Dichters Conrad Nicolai Schwach (1793–1860).
1970 erschien seine erste Gedichtsammlung Utkantane und er veröffentlichte auch Prosatexte.
2008 erhielt er den Thorleif Dahl Preis der Norwegischen Akademie für Sprache und Literatur und 1996 den norwegischen Brage Preis für seine Abel Biographie. 2001 erhielt er für seine Lie Biographie den Norwegischen Sprachpreis (Norsk språkpris) und 2010 erhielt er den schwedischen Dobloug-Preis.

## Schriften
- Ein aufleuchtender Blitz – Niels Henrik Abel und seine Zeit, Springer 2003 (Original: Et foranskutt lyn. Nils Henrik Abel og hans tid, Aschehoug 1996)
- Helt skal jeg ikke dø. Conrad Nicolai Schwach, hans liv og erindringer, Aschehoug 2004
- Es war die Kühnheit meiner Gedanken- der Mathematiker Sophus Lie, Springer Verlag 2003 (Original: Det var mine tankers djervhet, Aschehoug 2000)
- Gösta Mittag-Leffler: A Man of Conviction, Springer 2010 (Original: Med viten og vilje, 2007)
- Biographie von Abel von Stubhaug auf Seiten des Abel-Preises